# Heterolepidoderma majus
Heterolepidoderma majus är en djurart som tillhör fylumet bukhårsdjur, och som beskrevs av Adolf Remane 1927. Heterolepidoderma majus ingår i släktet Heterolepidoderma och familjen Chaetonotidae. Inga underarter finns listade i Catalogue of Life.